# それぞれ歩き出そう
『それぞれ歩き出そう』（それぞれあるきだそう）は、阿部真央の12枚目のシングル。2014年10月22日にポニーキャニオンから発売。

## 概要
前作『Believe in yourself』から約5か月ぶりのシングルである。表題曲「それぞれ歩き出そう」は、映画『小野寺の弟・小野寺の姉』の主題歌として書き下ろされた楽曲。楽曲の歌詞は、映画の監督とやりとりをし、映画を見返し、原作を読み返してた上で書き下ろされており、阿部が「監督の意向を汲めた」と自負するものとなっている。
初回限定盤には、CDには表題曲の映画のエンドロールで流れたバージョンが収録され、ミュージック・ビデオを収録したDVDが付属。

## 収録曲
| 全作詞・作曲: 阿部真央。 |                                                |          |            |          |
| #                        | タイトル                                       | 作詞     | 作曲・編曲 | 編曲家   |
| 1.                       | 「それぞれ歩き出そう」                         | 阿部真央 | 阿部真央   | 小森雄壱 |
| 2.                       | 「嘘つき」                                     | 阿部真央 | 阿部真央   | 阿部真央 |
| 3.                       | 「それぞれ歩き出そう 〜Movie Ver.〜」          | 阿部真央 | 阿部真央   | 小森雄壱 |
| 4.                       | 「それぞれ歩き出そう（Inst.）」                | 阿部真央 | 阿部真央   | 小森雄壱 |
| 5.                       | 「それぞれ歩き出そう 〜Movie Ver.〜（Inst.）」 | 阿部真央 | 阿部真央   | 小森雄壱 |

| 全作詞・作曲: 阿部真央。 |                                 |          |            |          |
| #                        | タイトル                        | 作詞     | 作曲・編曲 | 編曲家   |
| 1.                       | 「それぞれ歩き出そう」          | 阿部真央 | 阿部真央   | 小森雄壱 |
| 2.                       | 「嘘つき」                      | 阿部真央 | 阿部真央   | 阿部真央 |
| 3.                       | 「それぞれ歩き出そう（Inst.）」 | 阿部真央 | 阿部真央   | 小森雄壱 |

| #  | タイトル                                       | 作詞 | 作曲・編曲 |
| -- | ---------------------------------------------- | ---- | ---------- |
| 1. | 「それぞれ歩き出そう -music clip-」            |      |            |
| 2. | 「それぞれ歩き出そう -music clip メイキング-」 |      |            |
| 3. | 「それぞれ歩き出そう -ジャケット メイキング-」 |      |            |